# NGC 4636
NGC 4636 este o roi de galaxii situată în constelația Fecioara. A fost descoperită în 23 februarie 1784 de către William Herschel. Se află la o distanță de 15,07 megaparseci de Pământ.